# Stade Jean-de-Mouzon
Le stade Jean-de-Mouzon, inauguré en 1966, est un stade de football situé à Luçon. Ayant pour nom le stade Eugène-Beaussire durant ses premières années, le stade est renommé en Jean-de-Mouzon, en l'honneur d'un ancien maire de la ville vendéenne.

## Histoire
En 1966, le Stade luçonnais emménage au Stade Eugène-Beaussire.
Le stade est renommé Stade Jean-de-Mouzon[Quand ?] en l'honneur d'un ancien maire de Luçon. Sa capacité varie en fonction des sources : 2 000, 5 500, ou 7 000.
Le stade est régulièrement vandalisé comme en janvier 2014 ou en novembre 2014 où des extincteurs sont vidés et jetés au milieu du terrain tandis que la pelouse est endommagée.